# Schwyzer und Urner Voralpen
Schwyzer und Urner Voralpen – grupa górska w Schweizer Voralpen, części Alp Zachodnich. Leży w Szwajcarii, w kantonach Uri i Schwyz. Najwyższym szczytem jest Schächentaler Windgällen, który osiąga wysokość 2764 m n.p.m. Inne szczyty: Rigi (1797 m n.p.m.), Grosser Mythen (1898 m n.p.m.), Chaiserstock (2515 m n.p.m.).
Pasmo to graniczy z: Wyżyną Szwajcarską (Mittelland) na północy, Appenzeller Alpen na wschodzie, Alpami Glarnenskimi na południowym zachodzie oraz z Luzerner Voralpen na zachodzie.